# Pseudupeneus maculatus
Pseudupeneus maculatus es una especie de peces de la familia Mullidae en el orden de los Perciformes.

## Morfología
• Los machos pueden llegar alcanzar los 30 cm de longitud total.

## Distribución geográfica
Se encuentra desde Bermuda y Nueva Jersey (Estados Unidos) hasta Santa Catarina (Brasil), incluyendo el Golfo de México y el Mar Caribe.

## Hábitat
Es un pez de mar.